# Rychnov u Jablonce nad Nisou (stacja kolejowa)
Rychnov u Jablonce nad Nisou – stacja kolejowa w Rychnovie u Jablonce nad Nisou, w kraju libereckim, w Czechach. Znajduje się na wysokości 445 m n.p.m.
Jest zarządzana przez Správę železnic. Na stacji istnieje możliwości zakupu biletów i rezerwacji miejsc.

## Linie kolejowe
- 030 Jaroměř - Liberec